# René Cabrera
René Cabrera (né le 21 octobre 1925 en Bolivie et mort à une date inconnue) était un footballeur international bolivien, qui jouait en tant que milieu de terrain.

## Biographie

### Club
Au niveau de sa carrière de club, il évolua de 1949 à 1954 dans le club bolivien du Jorge Wilstermann Cochabamba.

### International
Au niveau international, il a évolué sous les couleurs boliviennes entre 1949 et 1953, mais ses principaux faits d'armes sont d'avoir participé à la Copa América 1949, à la Copa América 1953, puis à la coupe du monde 1950 au Brésil.